# Lumni
Lumni est une plateforme éducative numérique de l'audiovisuel public français permettant aux élèves de la maternelle à la terminale de consolider les notions des programmes scolaires.

## Plateforme
Lumni.fr propose des contenus certifiés pour que les élèves et étudiants puissent réviser les notions de leurs programmes, et pour leur apporter également une aide dans l'organisation de leur scolarité,,.

## Histoire
Le 2 avril 2015, France Télévisions lance une offre audiovisuelle éducative gratuite en France, Francetv éducation. Le 19 novembre 2019, Francetv éducation se transforme et adopte le nom de Lumni comme marque d'éducation pour cette offre audiovisuelle,. La marque Lumni est la propriété de France Télévisions et de l'Institut national de l'audiovisuel (INA)[réf. nécessaire]. Cette plateforme est conçue et proposée en partenariat par France Télévisions, l'INA, Radio France, France Médias Monde, TV5 Monde, Arte, la Ligue de l'enseignement, Clemi, le réseau Canopé, éduthèque ainsi que le ministère de l'Éducation nationale et le ministère de la Culture.
En mars 2020, en raison du confinement lié à la Covid-19 et de la fermeture des établissements scolaires, Lumni et France TV créent une émission de télévision nommée La Maison Lumni,,. La diffusion des programmes Lumni s'arrête sur France 4 le 12 juin 2022.

### Lumni Enseignement
Depuis septembre 2022, la plateforme Lumni Enseignement propose une offre de ressources numériques éducatives de qualité aux formats variés, accessibles en ligne aux enseignants et aux élèves.
Elle intègre les ressources numériques des partenaires de l’audiovisuel français précédemment accessibles via la plateforme Éduthèque, pilotée par la Direction du numérique pour l'éducation.
Ce portail met à disposition des ressources provenant d’une trentaine d'établissements de référence, culturels, scientifiques et de l'audiovisuel public (parmi lesquels Arte, le Centre Pompidou, l'INA, la Philharmonie de Paris, RetroNews, Théâtre en acte, etc.).

## Liste des émissions Lumni
1. La Maison Lumni (du 23 mars au 3 juillet 2020),
2. Les Cours Lumni (du 23 mars au 3 juillet 2020),
3. Les Cahiers de vacances Lumni (du 6 juillet 2020 au 28 août 2020),
4. Le Jeu Lumni (depuis le 6 juillet 2020),
5. Le Club Lumni (depuis le 31 août 2020).